# Araya Rasdjarmrearnsook
 (avril 2022).
La mise en forme du texte ne suit pas les recommandations de Wikipédia : il faut le « wikifier ».
Les points d'amélioration suivants sont les cas les plus fréquents. Le détail des points à revoir est peut-être précisé sur la page de discussion.
- Les titres sont pré-formatés par le logiciel. Ils ne sont ni en capitales, ni en gras.
- Le texte ne doit pas être écrit en capitales (les noms de famille non plus), ni en gras, ni en italique, ni en « petit »…
- Le gras n'est utilisé que pour surligner le titre de l'article dans l'introduction, une seule fois.
- L'italique est rarement utilisé : mots en langue étrangère, titres d'œuvres, noms de bateaux, etc.
- Les citations ne sont pas en italique mais en corps de texte normal. Elles sont entourées par des guillemets français : « et ».
- Les listes à puces sont à éviter, des paragraphes rédigés étant largement préférés. Les tableaux sont à réserver à la présentation de données structurées (résultats, etc.).
- Les appels de note de bas de page (petits chiffres en exposant, introduits par l'outil «  Source ») sont à placer entre la fin de phrase et le point final[comme ça].
- Les liens internes (vers d'autres articles de Wikipédia) sont à choisir avec parcimonie. Créez des liens vers des articles approfondissant le sujet. Les termes génériques sans rapport avec le sujet sont à éviter, ainsi que les répétitions de liens vers un même terme.
- Les liens externes sont à placer uniquement dans une section « Liens externes », à la fin de l'article. Ces liens sont à choisir avec parcimonie suivant les règles définies. Si un lien sert de source à l'article, son insertion dans le texte est à faire par les notes de bas de page.
- La présentation des références doit suivre les conventions bibliographiques. Il est recommandé d'utiliser les modèles {{Ouvrage}}, {{Chapitre}}, {{Article}}, {{Lien web}} et/ou {{Bibliographie}}. Le mode d'édition visuel peut mettre en forme automatiquement les références.
- Insérer une infobox (cadre d'informations à droite) n'est pas obligatoire pour parachever la mise en page.

Pour une aide détaillée, merci de consulter Aide:Wikification.
Si vous pensez que ces points ont été résolus, vous pouvez retirer ce bandeau et améliorer la mise en forme d'un autre article.
Née en 1957, Araya Rasdjarmrearnsook est l'une des artistes contemporaines thaïlandaises le plus reconnues internationalement. Araya utilise principalement la vidéo et l’écriture, médiums qui lui permettent de s’engager et révéler des sujets sensibles, parfois tabous.
Elle vit à Chiang Mai en Thaïlande et est professeur à l'université des Beaux-Arts de Chiang Mai.

## Formation Académique
Elle a obtenu un diplôme des Beaux-Arts à Bangkok à l'université Silpakorn en 1986. Elle continue ses études en Allemagne et obtient son master à la Haute École des Arts plastiques de Brunswick en 1994.

## Parcours artistique
Araya commence sa carrière dans la gravure et la photographie. Dans les années 1990, elle se tourne vers la sculpture et les installations artistiques. Plus tard, elle explore la vidéo et le cinéma qui restent aujourd'hui ses médiums principaux.
Elle a également été écrivaine, traitant à la fois la poésie et la fiction.
Certaines œuvres d'Araya ont été sujet de débat. En effet, un grand nombre de ses œuvres traitent de la mort. En 1997, elle se rend à plusieurs reprises dans la morgue d'un hôpital de Chiang Mai pour filmer des cadavres. Dans Conversations I-III, un ensemble de cinq projections vidéo témoignent de moments que l’artiste passe à la morgue. 